# Tjeckien vid världsmästerskapen i friidrott 2023
Tjeckien tävlade vid världsmästerskapen i friidrott 2023 i Budapest i Ungern mellan den 19 och 27 augusti 2023.

## Medaljörer
| Medalj | Namn                                                     | Gren                        | Datum      |
| ------ | -------------------------------------------------------- | --------------------------- | ---------- |
| Brons  | Matěj Krsek Tereza Petržilková Patrik Šorm Lada Vondrová | Mixad 4 × 400 meter stafett | 19 augusti |
| Brons  | Jakub Vadlejch                                           | Herrarnas spjutkastning     | 27 augusti |

## Resultat
Tjeckiens trupp bestod av 23 idrottare.

### Herrar
Gång- och löpgrenar
| Idrottare                                                 | Gren                  | Försöksheat | Försöksheat | Semifinal        | Semifinal        | Final            | Final            |
| Idrottare                                                 | Gren                  | Resultat    | Placering   | Resultat         | Placering        | Resultat         | Placering        |
| --------------------------------------------------------- | --------------------- | ----------- | ----------- | ---------------- | ---------------- | ---------------- | ---------------- |
| Ondřej Macík                                              | 200 meter             | 20,40       | 3 Q         | 20,71            | 8                | Gick inte vidare | Gick inte vidare |
| Matěj Krsek                                               | 400 meter             | 45,99       | 6           | Gick inte vidare | Gick inte vidare | Gick inte vidare | Gick inte vidare |
| Vít Müller                                                | 400 meter häck        | 49,37       | 7           | Gick inte vidare | Gick inte vidare | Gick inte vidare | Gick inte vidare |
| Matěj Krsek Pavel Maslák Vít Müller Patrik Šorm Jan Tesař | 4 × 400 meter stafett | 3.00,99     | 6 0NR0      | —                | —                | Gick inte vidare | Gick inte vidare |

Teknikgrenar
| Idrottare      | Gren          | Kval    | Kval      | Final            | Final            |
| Idrottare      | Gren          | Distans | Placering | Distans          | Placering        |
| -------------- | ------------- | ------- | --------- | ---------------- | ---------------- |
| Radek Juška    | Längdhopp     | 8,10    | 9 q       | 7,98             | 7                |
| Tomáš Staněk   | Kulstötning   | 20,41   | 16        | Gick inte vidare | Gick inte vidare |
| Patrik Hájek   | Släggkastning | 68,77   | 32        | Gick inte vidare | Gick inte vidare |
| Jakub Vadlejch | Spjutkastning | 83,50   | 3 Q       | 86,67            | 3                |

### Damer
Gång- och löpgrenar
| Idrottare          | Gren              | Försöksheat | Försöksheat | Semifinal        | Semifinal        | Final            | Final            |
| Idrottare          | Gren              | Resultat    | Placering   | Resultat         | Placering        | Resultat         | Placering        |
| ------------------ | ----------------- | ----------- | ----------- | ---------------- | ---------------- | ---------------- | ---------------- |
| Tereza Petržilková | 400 meter         | 51,30       | 3 Q         | 51,94            | 8                | Gick inte vidare | Gick inte vidare |
| Lada Vondrová      | 400 meter         | 50,92 0PB0  | 4 q         | 51,50            | 7                | Gick inte vidare | Gick inte vidare |
| Kristiina Mäki     | 1 500 meter       | 4.06,90     | 9           | Gick inte vidare | Gick inte vidare | Gick inte vidare | Gick inte vidare |
| Moira Stewartová   | Maraton           | —           | —           | —                | —                | 2:34.02          | 26               |
| Nikoleta Jíchová   | 400 meter häck    | 55,10       | 4 Q         | 55,01            | 6                | Gick inte vidare | Gick inte vidare |
| Eliška Martínková  | 20 kilometer gång | —           | —           | —                | —                | 1:34.02          | 27               |
| Tereza Ďurdiaková  | 35 kilometer gång | —           | —           | —                | —                | 2:49.06 0NR0     | 10               |

Teknikgrenar
| Idrottare          | Gren          | Kval    | Kval      | Final            | Final            |
| Idrottare          | Gren          | Distans | Placering | Distans          | Placering        |
| ------------------ | ------------- | ------- | --------- | ---------------- | ---------------- |
| Michaela Hrubá     | Höjdhopp      | 1,85    | 20        | Gick inte vidare | Gick inte vidare |
| Amálie Švábíková   | Stavhopp      | 4,65    | 7 Q       | 4,50             | 11               |
| Irena Gillarová    | Spjutkastning | 54,15   | 32        | Gick inte vidare | Gick inte vidare |
| Nikola Ogrodníková | Spjutkastning | 54,59   | 28        | Gick inte vidare | Gick inte vidare |
| Nikol Tabačková    | Spjutkastning | 55,45   | 24        | Gick inte vidare | Gick inte vidare |

### Mixat
| Idrottare                                                | Gren                  | Heat     | Heat      | Final        | Final     |
| Idrottare                                                | Gren                  | Resultat | Placering | Resultat     | Placering |
| -------------------------------------------------------- | --------------------- | -------- | --------- | ------------ | --------- |
| Matěj Krsek Tereza Petržilková Patrik Šorm Lada Vondrová | 4 × 400 meter stafett | 3.12,52  | 6 Q       | 3.11,98 0NR0 | 3         |